# Caraga (Davao Oriental)
Caraga ist eine Großraumgemeinde in der Provinz Davao Oriental und liegt auf der Insel Mindanao auf den Philippinen. Sie hat 40.379 Einwohner (Zensus 1. August 2015), die in 17 Barangays leben. Sie gehört zur ersten Einkommensklasse der Gemeinden auf den Philippinen und gilt jedoch als eher ländliche Gemeinde.
Die Gemeinde Caraga liegt an der Ostküste der Insel Mindanao ca. 84 km nördlich der Provinzhauptstadt Mati City, 254 östlich von Davao City und ist über die Küstenstraße von dort erreichbar. Die Gemeinde belegt eine Fläche von 642,89 km² und das Terrain gilt bis auf den Küstenstreifen als sehr gebirgig.

## Barangays
Die Großraumgemeinde ist in 17 Barangays unterteilt.
| - Alvar - Caningag - Don Leon Balante - Lamiawan - Manorigao - Mercedes - Palma Gil - Pichon - Poblacion | - San Antonio - San Jose - San Luis - San Miguel - San Pedro - Santa Fe - Santiago - Sobrecarey |